# 周子懿
周子懿（?—?），雲南省臨安府蒙自縣人，清朝政治人物、進士出身。
光緒二十年（1894年），参加光緒甲午科殿試，登進士二甲46名。同年五月，授内阁中书。